# Hasbani
Hasbani (arabsky الحاصباني‎, hebrejsky נחל שניר‎ Nachal Snir) nebo také potok Snir je vedle řek Dan a Banias dalším přítokem řeky Jordán. Její povodí má rozlohu 600 km², což je třikrát tolik jako povodí řek Dan a Banias dohromady.

## Průběh toku
Pramení při úpatí hory Hermon v jižním Libanonu. Odtud teče jižně do severního Izraele, kde se v Chulském údolí společně s řekami Dan a Banias vlévá do Jordánu.

## Vodní režim
Celkem přivede ročně do Jordánu 150 milionů m³ vody, což ji činí po řece Dan druhým největším přítokem Jordánu.